# Matija Rutar (pravnik)
Matija Rutar, slovenski pravnik in politik, * 24. januar 1856, Tolmin, † 12. januar 1941, Gorica.
Po maturi leta 1877 na goriški gimnaziji je študiral pravo. Kot sodnik je služboval v raznih krajih, nazadnje v Gorici, kjer je kot višji sodni svetnik prevzel vodenje okrožnega sodišča. Deloval je tudi v politiki. Leta 1901 je na listi društva Sloga kandidiral za poslanca avstrijskega Državnega zbora. 30. oktobra 1909 pa je bil izvoljen v goriški Deželni zbor, te volitve so bile 29. decembra 1909 razveljavljene. V Deželni zbor je bil ponovno izvoljen na ponovljenih volitvah 23. aprila 1910 ter rednih volitvah 10. avgusta 1913.